# Wutachtalsperre
Die geplante Wutachtalsperre war ein 1943 genehmigtes und 1960 wieder verworfenes Projekt zum Bau einer Talsperre in der Wutachschlucht im Schwarzwald.

## Geplante Struktur
Als Standort für die Talsperre war die Wutach ab Bad Boll geplant, von wo flussaufwärts bereits drei Wasserkraftanlagen existierten. Rund zwei Kilometer oberhalb  der größten dieser Anlagen, dem Flusskraftwerk Stallegg, sollte die Stauanlage errichtet werden. Der Aufstau des Speicherbeckens wäre flankiert von der Eisenbahnlinie am Gutacharm. Damit hätte die Staumauer vor allem den Zusammenfluss von Gutach und Haslach etwas östlich ihrer Mündung aufgestaut. Damit wäre die Mündung des Rötenbachs außerhalb der Sperre zum Liegen gekommen. Ihr Wasser wäre zwei Kilometer oberhalb der Mündung mit Hilfe eines Wehrs geköpft und durch einen Stollen teilweise in das Staubecken geleitet worden.
Die geplante Wutachtalsperre sollte mit ihrer Krone 62 Meter über der Talsohle der Wutach liegen und wäre damit 18 Meter tiefer gelegen gewesen als die Eisenbahnlinie Neustadt–Donaueschingen, ein Teilabschnitt der Höllentalbahn. Die Errichtung eines Krafthauses, einer Schaltanlage oder ähnlicher Einrichtungen wäre nicht erforderlich gewesen, da man die zusätzliche elektrische Energie in den vorhandenen Kraftwerken Witznau und Waldshut gewonnen hätte. Die Zuleitung des Wassers zu diesen Kraftwerken wäre über einen ca. 15 km langen Druckstollen mit Anschluss an den bestehenden Schwarza-Witznaustollen erfolgt. Mit diesem zusätzlichen Stausee hätte das Schluchseewerk seine Mittlere Jahreserzeugung um 74 MWh auf 475 MWh gesteigert.
Der geplante Stausee hätte mit der Wutachtalsperre bei Höchststau ein Volumen von 20 Millionen Kubikmeter erreicht. Zum Vergleich beherbergt der nahegelegene Schluchsee 108 Millionen Kubikmeter Wasser. Der Spiegel wäre damit auf einer Meereshöhe von 780 Metern gelegen. Der See hätte eine Längenausdehnung von etwa 4,2 Kilometer gehabt und bis zu einem Punkt rund 1300 Meter südöstlich von der damaligen Neustädter Papierfabrik gereicht. Das Staubecken hätte eine zweizipfelige Form angenommen, dessen südlicher Zweig Richtung Lenzkirch bei Höchststand beim Ortsteil Ruhbühl geendet hätte. Er wäre drei Kilometer lang gewesen.
Die Bauzeit des Staudamms war auf drei Jahre projektiert und hätte 70 Millionen DM kosten sollen.

## Geschichte

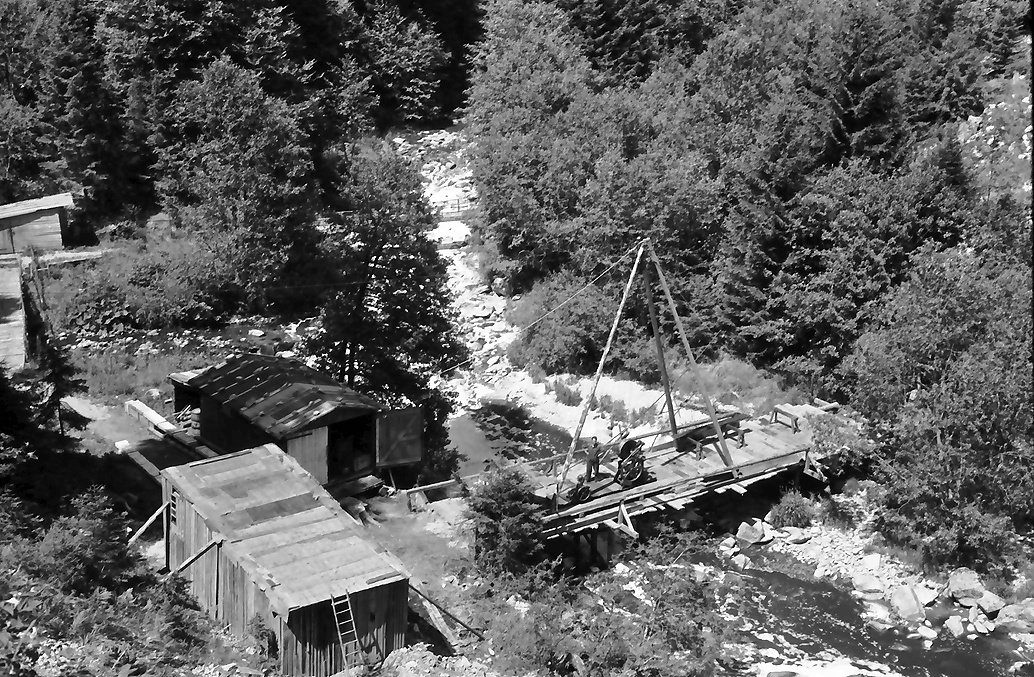
Probebohrungen im geplanten Gründungsraum der Staumauer: Flussbett der Wutach, nachdem (von oben) die Haslach in sie gemündet ist (1952)

1921 hatte ein öffentlicher Wettbewerb des Badenwerks die Richtlinien vorgegeben, in deren Folge der Generalplan des Schluchseewerks ausgearbeitet wurde. Danach sollten bereits die Flussgebiete zwischen der Murg und der Wutach zur Energiegewinnung genutzt werden. Im Jahr 1927 gab der Landtag in Karlsruhe dem Projekt seine Zustimmung. Eine erste Teilkonzession wurde 1928 der Badenwerk AG erteilt; im selben Jahr gründete sich die Schluchseewerk AG. In den folgenden Jahrzehnten entstanden in mehreren Schritten die Kraftwerke Witznau und Waldshut. Bereits 1938 beschäftigte sich die Gesellschaft offiziell und in konkreter Form mit der Beileitung aus einem Wutachbecken. In dieser Zeit konnte das Landesamt für Naturschutz keinen wirksamen Einspruch gegen die Planungen erheben, da die Wutachschlucht erst 1939 zum Naturschutzgebiet erhoben wurde.
Das Badische Justizministerium erklärte die Genehmigung aus dem Jahr 1943 für rechtens unter der Voraussetzung, dass in der Zeit vom 1. Mai bis zum 30. September zwei Kubikmeter Wasserführung je Sekunde in der Wutach verbleibe. Weiterhin müsse das Schluchseewerk die Abschirmung des geleerten Stausees durch Pflanzungen unter sorgfältiger landschaftlicher Gestaltung gewährleisten. Am 27. Februar 1950 zog das Landeskulturamt Freiburg die Ausnahmebewilligung für die Wutachnutzung mit der Begründung wieder zurück, dass die im Krieg durch einen totalitären Staat erteilte Bewilligung sich einer erneuten Prüfung unterziehen müsse. Gegen die Entscheidung erhob die Schluchseewerk AG Klage beim Verwaltungsgericht. Nachdem die Landesregierung ein Gutachten einholte, wurde die Ausnahmebewilligung per Erlass am 6. Dezember 1950 wieder erteilt.

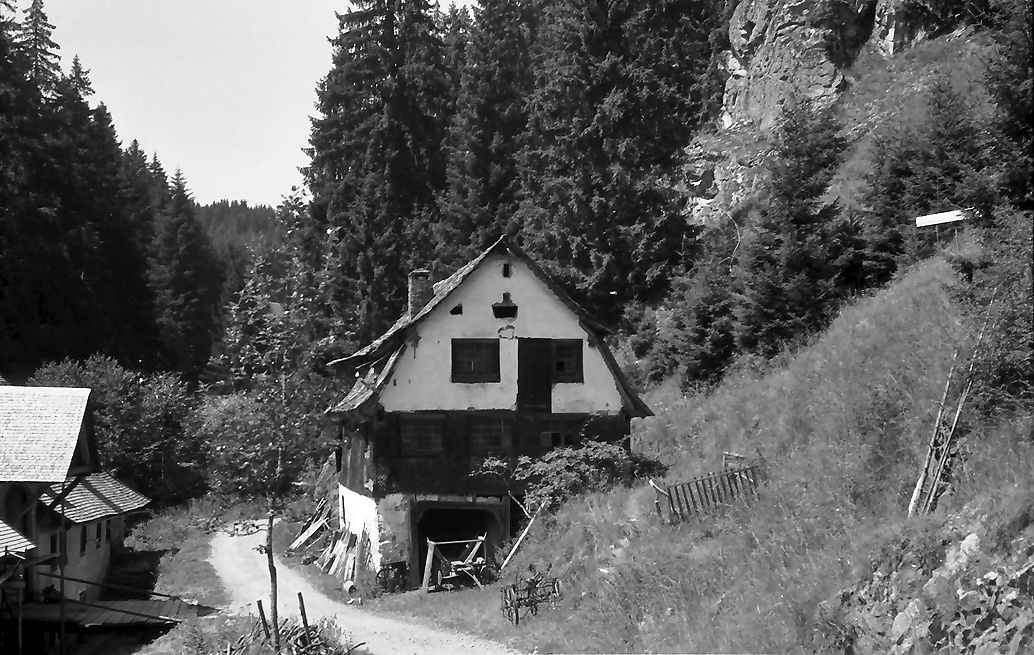
Schleifenmühle im Haslachtal mit markiertem Stauziel (1952)

1951 griffen die Schluchseewerke die in der Zeit des Nationalsozialismus entstandenen Pläne zum Bau der Wutachtalsperre wieder auf, die in der Endphase des Zweiten Weltkrieges nicht mehr ausgeführt worden waren. Diese waren inzwischen erweitert worden und sahen eine östliche Beileitung mit Wutach, Reichenbach, Steina und Erlebenbach sowie eine westliche Beileitung durch neue Stauseen und Druckwasserstollen vor, welche die Wasserkraftwerke am Hochrhein verbinden sollten. Von dem Bau wären weite Teile des Naturschutzgebietes Wutach-Gauchach oberhalb der Schlucht betroffen gewesen. Infolge des Wasserentzuges befürchtete man Folgeschäden an der Wutachschlucht sowie für das lokale Klima und die Landwirtschaft im unteren Wutachtal und im Hotzenwald.
1953 formierte sich zudem ein breiter werdender Widerstand gegen die Pläne. Mehr als ein Dutzend badischer Vereine sowie Fritz Hockenjos und Erwin Sumser riefen die Aktion „Rettet die Wutachschlucht“ ins Leben und sammelten 185.000 Unterschriften. Gleichzeitig forderte man Gutachten unabhängiger Wissenschaftler, welche die Folgen auf die Natur untersuchen sollten. Der Widerstand gipfelte 1959 in einer großen Kundgebung in der Wutachschlucht. Schließlich beschloss die Landesregierung unter Ministerpräsident Kurt Georg Kiesinger 1960, die Pläne abzuweisen, nicht zuletzt deshalb, weil die Planungen der Schluchseewerke weit über die 1943 genehmigten Pläne hinausgingen.
Aus dem erfolgreichen Widerstand gegen die geplante Talsperre entwickelte sich ab dem Jahr 1972 auch der Protest gegen die enorme Verschmutzung der Wutach durch die Papierfabrik in Neustadt.